# Sceloporus hesperus
Sceloporus hesperus (маскотська колюча ігуана) — вид ігуаноподібних ящірок родини фриносомових (Phrynosomatidae). Ендемік Мексики. Описаний у 2021 році.

## Назва
Видова назва hesperus перекладається з давньогрецької як «західний», і вказує на те, що вид поширений на крайньому заході Трансмексиканського вулканічного поясу.

## Поширення і екологія
Маскотські колючі ігуани відомі з типової місцевості, розташованої в горах Сьєрра-де-Маскота на заході штату Халіско, на висоті 2314 м над рівнем моря. Можливо, вони також мешкають в горах Сьєрра-де-Куале і Сьєрра-де-Манантлан. Маскотські колючі ігуани живуть в гірських соснових лісах.